# Jeanne Nyanga-Lumbala
Pour les articles homonymes, voir Lumbala.
Jeanne Nyanga-Lumbala, née à Kinshasa le 8 janvier 1954, est une femme politique belge francophone, membre du cdH.

## Carrière politique
- Ancienne conseillère communale de Saint-Josse-ten-Noode;
- Membre du CPAS de Bruxelles-Ville;
- Députée fédérale belge depuis le 16 mai 2013 au 25 mai 2014 en remplacement de Joëlle Milquet.